# Брессоль (Алье)
Брессо́ль (фр. Bressolles) — коммуна во Франции, находится в регионе Овернь. Департамент коммуны — Алье. Входит в состав кантона Южный Мулен. Округ коммуны — Мулен.
Код INSEE коммуны — 03040.

## Население
Население коммуны на 2008 год составляло 1042 человека.
| 1962 | 1968 | 1975 | 1982 | 1990 | 1999 | 2008 |
| ---- | ---- | ---- | ---- | ---- | ---- | ---- |
| 519  | 596  | 783  | 881  | 957  | 962  | 1042 |

## Экономика
В 2007 году среди 660 человек в трудоспособном возрасте (15—64 лет) 509 были экономически активными, 151 — неактивными (показатель активности — 77,1 %, в 1999 году было 72,7 %). Из 509 активных работали 477 человек (245 мужчин и 232 женщины), безработных было 32 (16 мужчин и 16 женщин). Среди 151 неактивных 49 человек были учениками или студентами, 71 — пенсионерами, 31 были неактивными по другим причинам.

## Достопримечательности
- Церковь Сакре-Кёр
- Замок Брессоль

## Фотогалерея

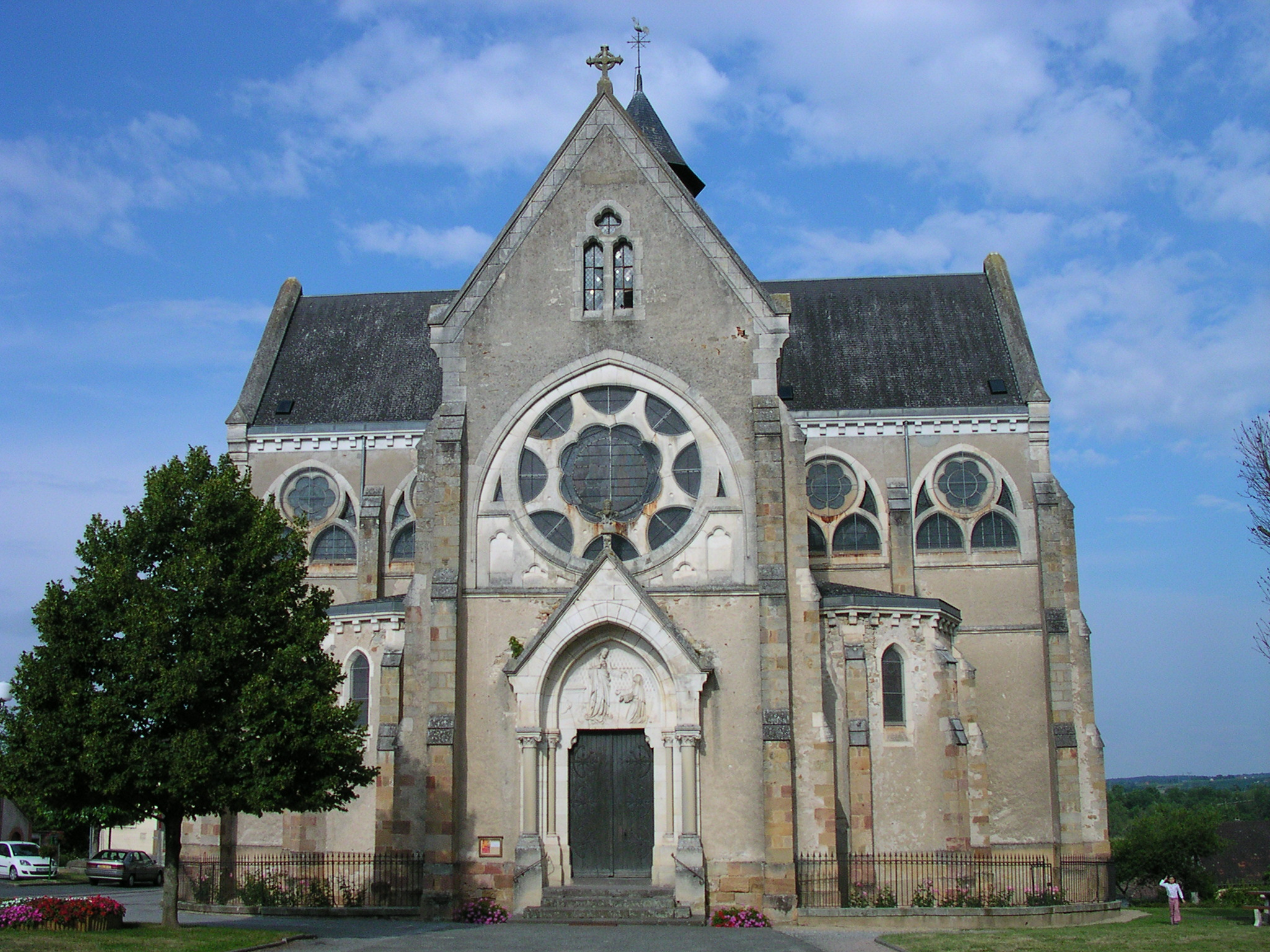
Церковь Сакре-Кёр
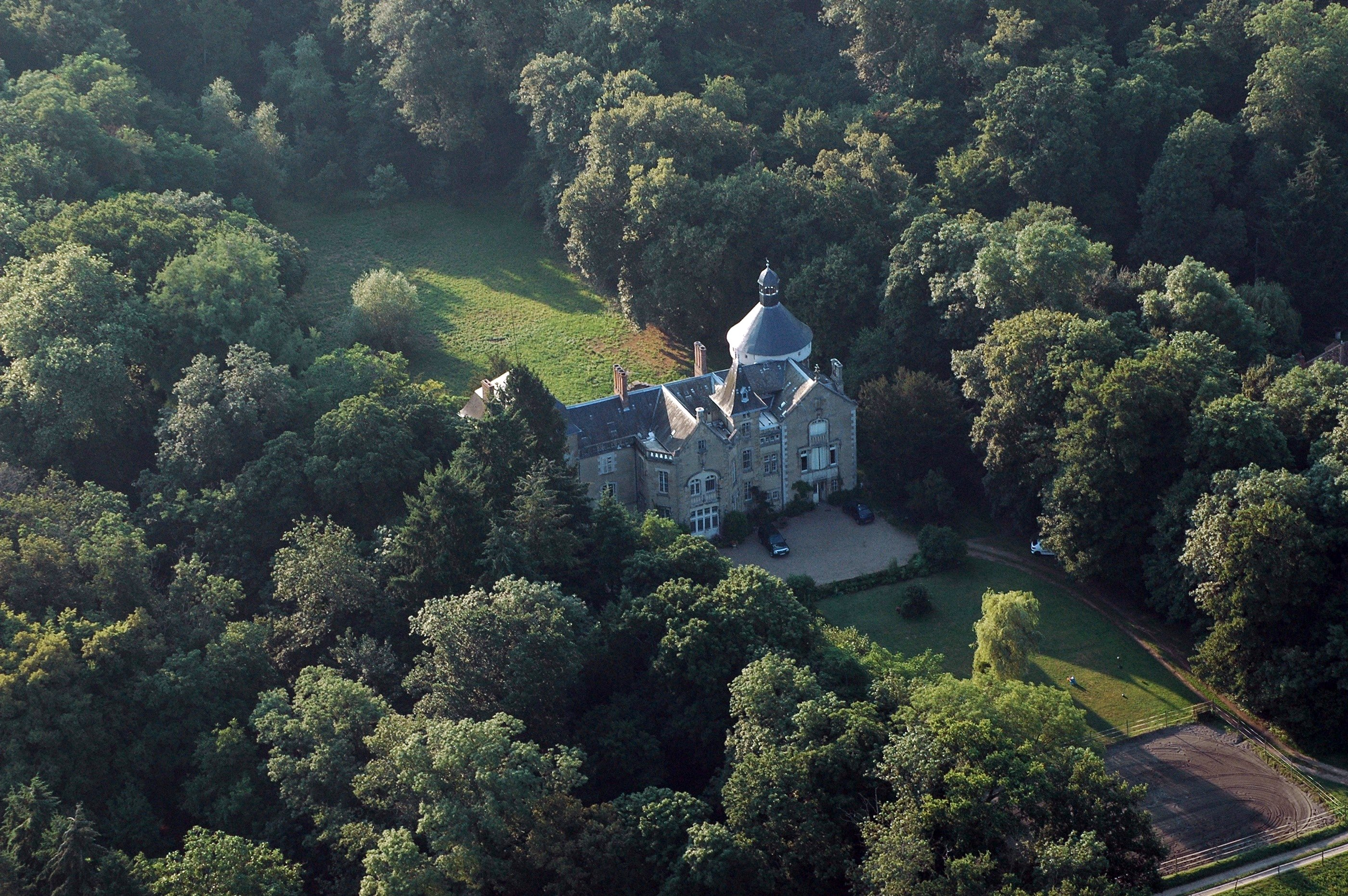
Замок
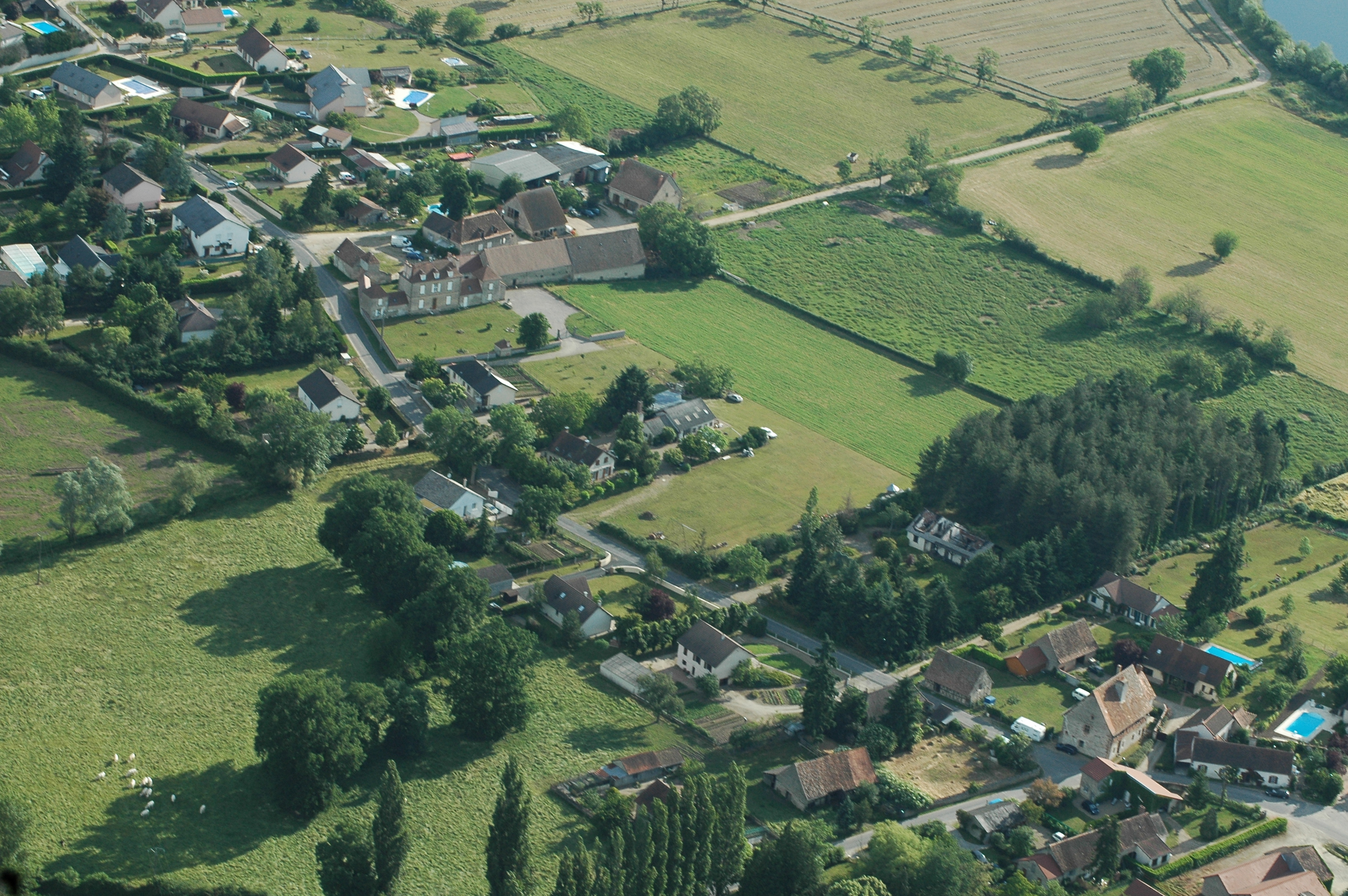
Брессоль